# Camptostoma
Camptostoma is een geslacht van zangvogels uit de familie tirannen (Tyrannidae).

## Soorten
Het geslacht kent de volgende soorten:
- Camptostoma imberbe – Chaparralvliegenpikker
- Camptostoma obsoletum – Geelkeelvliegenpikker